# ذا أوت لاست ترايلز
ذا أوت لاست ترايلز (بالإنجليزية: The Outlast Trials)‏ هي لعبة تصويب منظور الشخص الأول لسلسلة أوت لاست من نوع البقاء والرعب النفسي، والتي تنشرها ريد بارلز. وهذه هي النسخة الثالثة في سلسلة أوت لاست، بمثابة مقدمة لل أوت لاست وأوت لاست 2 وتتميز باختبار المواضيع في غموض تجربة الحرب الباردة. من المقرر إطلاق اللعبة في وقت ما من عام 2022.

## التطوير
أعلن عن أوت لاست 3 في ديسمبر 2017، وعلى الرغم من عدم تأكيد أي إطار زمني أو منصات مستهدفة. خلال هذا الإعلان، قالت ريد بارلز أنه نظرًا لعدم تمكنهم من إضافة محتوى قابل للتنزيل بسهولة لأوت لاست 2 نظرًا لهيكلتها، فإن لديهم مشروعًا مُنفصلًا أصغر متعلقًا بأوت لاست سيصدر قبل أوت لاست 3. كما وصفت شركة «ريد باريلز» اللعبة بأنها «مسلسل تلفزيوني». كان فريق تطوير اللعبة يضم حوالي 40 شخصًا.
أثارت تجارب أوت لاست في أكتوبر 2019 وليست تكملة مباشرة لأوت لاست 2. ويدور حول موضوعات الاختبار في تجربة غامضة للحرب الباردة، وتدور أحداثها في نفس عالم الألعاب السابقة. وقال ديفيد شاتونوف، المؤسس المشارك لريد باريلز، «لقد اكتمل إثبات المفهوم الآن وفريق اللعبة الآن في وضع التطوير».

### التسويق
في 4 ديسمبر 2019، أصدرت ريد باريلز صورة تشويقية للعبة. في 13 يونيو 2020، صدر إعلان تشويقي للإعلان عن إصدار في وقت ما في عام 2021. ومع ذلك، أعلن في أغسطس 2021 عن تأجيل اللعبة حتى عام 2022 بسبب جائحة كوفيد-19.

## روابط خارجية
- الموقع الرسمي